# Cantòis
Cantòis (en francès Cantois)  és un antic municipi francès, actualment integrat a Pòrta de Benauja, situat al departament de la Gironda, a la regió de la Nova Aquitània.

## Demografia
| 1962                                       | 1968 | 1975 | 1982 | 1990 | 1999 | 2007 |
| ------------------------------------------ | ---- | ---- | ---- | ---- | ---- | ---- |
| 206                                        | 214  | 189  | 201  | 180  | 173  | 215  |
| Des de 1962: població sense dobles comptes |      |      |      |      |      |      |

## Administració
| Període | Identitat      | Partit |
| ------- | -------------- | ------ |
| 2008-   | Ludovic Arnaud |        |